# Halo: Spartan Strike
Halo: Spartan Strike è un videogioco sparatutto in visuale isometrica del 2015, sviluppato da 343 Industries e Vanguard Games e pubblicato da Microsoft Game Studios per Microsoft Windows e iOS. Si tratta di uno spin-off della fortunata serie di videogiochi fantascientifica di Halo e, cronologicamente, si colloca nello spazio temporale che trascorre durante gli eventi di Halo 2 e, in una fase successiva, tra gli avvenimenti di Halo 4 e Halo 5: Guardians.
Preceduto da Spartan Assault, nel corso del gioco gli utenti vestono i panni di supersoldati umani conosciuti come Spartan coinvolti in una serie di esercitazioni di guerra e simulando delle battaglie. In questo nuovo capitolo vengono introdotte armi, abilità di armatura e veicoli inediti nel corso di una modalità campagna composta da 30 missioni.
Gli sviluppatori fecero proprie le recensioni compiute all'indirizzo di Spartan Assault allo scopo di apportare delle migliorie a Spartan Strike, migliorando i controlli e la varietà delle missioni disponibile. Originariamente previsto per la fine del 2014, i problemi tecnici avvenuti durante lo sviluppo di Halo: The Master Chief Collection resero necessario posticipare l'uscita al 2015. Spartan Strike ha ricevuto recensioni contrastanti al momento della messa in commercio. Il prodotto è stato in genere considerato migliore rispetto al suo predecessore, malgrado l'assenza di funzionalità multiplayer abbia dato luogo a diversi giudizi negativi.

## Trama
Halo: Spartan Strike si svolge in due fasi temporali distinte, ovvero una prima durante gli eventi di Halo 2, una seconda dopo gli eventi di Halo 4. Il personaggio del giocatore è un supersoldato Spartan IV che guida le forze della coalizione umana nota come UNSC contro un'alleanza di razze aliene, i Covenant, all'interno di una simulazione di combattimento. Durante l'invasione Covenant della città terrestre di Nuova Mombasa, cercando un palmare in grado di risalire a un manufatto dei Precursori chiamato il Condotto. Mentre un gruppo di soldati umani era riuscito a mettere al sicuro il Condotto, il loro destino diventa incerto quando la città viene devastata da un salto nell'iperspazio compiuto in atmosfera. Cinque anni dopo, l'UNSC riceve un segnale dal Condotto sul mondo a forma di anello creato dai Precursori e conosciuto come Gamma Halo, dove combattono contro una nuova fazione Covenant anch'essa alla ricerca dell'artefatto. Si viene a scoprire che il Condotto può aprire portali dei Precursori in tutta la galassia e si è trasportato lontano da Nuova Mombasa per evitare la distruzione. Questa nuova fazione Covenant intende utilizzare il Condotto per condurre dei rinforzi Prometeici su Gamma Halo e sottrarre il controllo dell'anello. Sebbene l'antico artefatto sia stato recuperato, la fazione apre i portali della città umana di Nuova Phoenix. L'UNSC porta il Condotto alla base per chiudere i portali, arginare l'invasione, ma questo si teletrasporta via di nuovo. Il giocatore ha il compito di unirsi una squadra per dare la caccia al manufatto alieno.

## Modalità di gioco
Halo: Spartan Strike è un videogioco sparatutto in visuale isometrica. Ispirato a Geometry Wars (2003), il gioco ha un sistema di controllo del fuoco gestito da una doppia levetta analogica. I giocatori controllano un soldato umano e combattono contro gli alieni ostili impiegando una varietà di armi, abilità e veicoli. Il gameplay si presenta in maniera simile a quello di Spartan Assault, capitolo antecedente a Spartan Strike. I controlli hanno ricevuto lievi aggiornamenti. Una delle novità introdotte nel gioco riguarda la comparsa dei nemici Prometeici e le loro armi, che si vanno ad unire alla dotazione a disposizione degli umani e dei Covenant, oltre a nuovi veicoli. I giocatori possono accumulare le armi iniziali prima di iniziare una missione, oltre a scegliere di aggiungere dei "teschi", ovvero dei modificatori della difficoltà che aumentano i punteggi. Armi e potenziamenti vengono acquistati con dei punti esperienza, acquisiti dagli utenti completando le sfide della missione e aumentando la difficoltà. La campagna è composta da venti brevi livelli, con delle missioni aggiuntive sbloccabili ottenendo punteggi sufficientemente alti. Gli obiettivi ruotano attorno alla messa in sicurezza di determinate aree, alla sopravvivenza delle ondate nemiche, alla protezione si obiettivi o al raggiungimento del punteggio finale di un livello. A differenza di Spartan Assault, il gioco non presenta delle microtransizioni.

## Sviluppo
Per dare forma al primo gioco da riprodurre su dispositivi mobili della saga Halo, l'azienda sviluppatrice 343 Industries collaborò con l'olandese Vanguard Games, che in precedenza aveva curato due sparatutto in visuale isometrica, per realizzare Halo: Spartan Assault. Spartan Assault, pubblicato nel 2013, ricevette delle recensioni contrastanti e in pochi pensavano a un seguito, ma ciononostante la Vanguard Games e la 343 Industries scelsero comunque di dare vita un sequel, appunto Spartan Strike, e di annunciarlo nell'ottobre del 2014. Nella creazione del secondo capitolo, gli autori si concentrarono su dei punti che avevano ricevuto dei giudizi negativi in Spartan Assault, come il miglioramento dei controlli, specialmente sui dispositivi touch screen. Il produttore di 343 Industries Fred LaPorte ritenne che l'obiettivo principale era quello di rendere Spartan Strike «un'esperienza di lusso su dispositivi mobili».
I problemi tecnici insorti con Halo: The Master Chief Collection comportarono il posticipo della data di uscita di Spartan Strike dal 12 dicembre. Il gioco divenne scaricabile in via digitale per dispositivi Windows e Steam il 16 aprile 2015. Spartan Strike e Spartan Assault approdarono anche su iOS, sia con la possibilità di acquistare il singolo prodotto che entrambi i capitoli assieme.

## Colonna sonora
Tom Salta si era preoccupato di curare la colonna sonora di Spartan Assault, rifacendosi nel lavoro a quello di altri compositori, nello specifico Martin O'Donnell e Michael Salvatori, autori della colonna sonora della trilogia originale della saga di Halo. Il suo lavoro fu ritenuto  soddisfacente, ragion per cui si scelse di ricontattarlo per comporre anche il soundtrack di Spartan Strike. Egli iniziò il suo lavoro rifacendosi a degli effetti sonori di Spartan Assault su cui poter elaborare dei brani, assicurandosi che i suoni orchestrali si integrassero con il resto del comparto sonoro.

## Accoglienza
| Testata                                | Versione | Giudizio |
| -------------------------------------- | -------- | -------- |
| Metacritic (media al 5 settembre 2015) | iOS      | 86/100   |
| Metacritic (media al 9 agosto 2015)    | PC       | 66/100   |
| GameSpot                               | -        | 70/100   |
| IGN                                    | -        | 72/100   |
| TouchArcade                            | -        | 4,5/5    |

Halo: Spartan Strike ha ricevuto recensioni contrastanti dalla critica, con un punteggio complessivo di 66/100 per la versione PC su Metacritic. La versione iOS del gioco ha ricevuto recensioni più lungimiranti, ottenendo un punteggio complessivo di 86/100. I critici hanno elogiato la trasposizione dell'universo di Halo e la riuscita della visuale alternativa, ovvero dall'alto e non quella classica di un tradizionale sparatutto in prima persona. Critici come Jordan Minor, per conto di PCMag, e Harry Slater, di Pocket Gamer, hanno segnalato come il prodotto fosse migliorato rispetto al capitolo precedente in vari aspetti, con Dave Rudd di IGN che ha ritenuto Spartan Strike una versione più ottimizzata e rivista di Spartan Assault. Miguel Concepcion, penna di GameSpot, ha definito Spartan Strike «quanto di più vicino esista a un prodotto della serie di Halo se questo fosse uscito nelle sale giochi della fine degli anni '80».
Le recensioni hanno rimarcato in più punti i miglioramenti apportati alla formula di Spartan Assault, anche con riferimento a una migliore varietà delle missioni. L'ottimizzazione dei comandi è stata ritenuta un valido risultato compiuto dagli sviluppatori, ma dei giudizi ottimi sono stati riservati pure al comparto grafico e a quello sonoro. Minor ha soffermato la sua attenzione sulla colonna sonora di Tom Salta, affermando che essa «aggiunge una quantità, oserei dire, quasi immotivata di intensità a qualcosa di semplice e sciocco come far esplodere orde di mostri dal vano di un camion spaziale». La rimozione delle microtransazioni di Spartan Assault ha ricevuto perlopiù plausi, sebbene GamesTM avesse ritenuto che i requisiti dei punti esperienza al posto della precedenza formula risultasse «altrettanto insoddisfacente».
L'assenza di una modalità multiplayer è stata criticata, con Slater che ha definito l'omissione il maggiore tallone d'Achille del gioco. Rudden ha ritenuto carente Spartan Strike rispetto a Spartan Assault proprio per questo motivo, in quanto riduceva la longevità del lavoro. Altre critiche riguardavano vari bug, con Juan Rubio di Vandal che segnalava di esser rimasto bloccato nei veicoli con una certa frequenza, mentre su PC Mag si è sottolineata la scarsa frequenza dei fotogrammi dello schermo durante le fasi più concitate delle battaglie.